# Стил, Гордон Чарльз
Гордон Чарльз Стил (англ. Gordon Charles Steel, 1892—1981) — английский кавалер креста Виктории, капитан британского Королевского военно-морского флота, участник Гражданской войны в России.
Родился 1 ноября 1892 года в Эксетере (Девон, Англия).
Военную службу проходил в Королевском военно-морском флоте, принимал участие в Первой мировой войне.
Летом 1919 года находился на Балтике, в Финляндии. 18 августа он состоял помощником командира торпедного катера CMB-88 в отряде капитана Добсона и участвовал в атаке на корабли красного Балтийского ДОТа в Кронштадте. При скрытном входе в Среднюю гавань его катер был освещён береговым прожектором и незамедлительно обстрелян сильным пулемётным огнём, капитан катера погиб и лейтенант Стил встал к рулю. Подойдя на расстояние ста ярдов к броненосцу «Св. Андрей Первозванный» Стил выпустил в него торпеду, после чего атаковал линкор «Петропавловск» и нанёс ему повреждения.
За этот подвиг лейтенант Стил был награждён крестом Виктории — высшей военной наградой Великобритании.
Впоследствии Стил дослужился до капитана и в 1940 году принимал участие во Второй мировой войне.
Скончался 4 января 1981 года в Уинкли (Девон, Англия).